# Chibchanirvana quadrispinosa
Chibchanirvana quadrispinosa är en insektsart som beskrevs av Dietrich 2004. Chibchanirvana quadrispinosa ingår i släktet Chibchanirvana och familjen dvärgstritar. Inga underarter finns listade i Catalogue of Life.